# Риденур, Луи
Луи Ри́денур (11 ноября 1911 года, Монтклэр, штат Нью-Джерси, США — 21 мая 1959 года, Вашингтон, США) — американский конструктор радиолокационной техники, вице-президент компании «Локхид», советник президента Эйзенхауэра.

## Биография
Получил степень бакалавра физики в Чикагском университете и степень доктора философии в Калифорнийском технологическом институте.
В 1935—1938 работал инструктором Принстонском университете, в 1938—1941 году — в Пенсильванском университете.
В 1941 году стал заместителем директора радиационной лаборатории Массачусетского технологического института, где проработал до 1946 года. Благодаря его усилиям радар из примитивного устройства превратился в мощное средство, широко применяемое в военном деле.
Вместе с И. Геттингом возглавлял группу по созданию радара SCR-584.
В 1946 году Риденур вернулся в Пенсильванский университет, а в 1947 году стал деканом выпускного факультета Иллинойсского университета. В течение последующих трёх лет работы в качестве декана он организовал лабораторию систем управления, лабораторию цифровых компьютеров, лабораторию радиоуглеродного анализа, микробиологическую группу и группу по физике твёрдого тела.
Первый Главный специалист по науке ВВС США.
В 1950-х годах служил в Комитете по научному консультированию (Scientific Advisory Committee) баллистической исследовательской лаборатории полигона в Абердине.
В 1955—1959 годах работал в фирме «Локхид».
Председатель Бюро по научному консультированию в области электроники и обработки данных (Scientific Advisory Board Panel on Electronics and Data Processing) Агентства национальной безопасности с 27 января 1959 года до своей смерти в мае того же года.
В 1960 году Ассоциация военно-воздушных сил присудила ему премию Теодора фон Кармана.
Умер от кровоизлияния в мозг в возрасте 47 лет.

## Основные достижения
Разработал авиационный СВЧ-радар, позволявший осуществлять бомбардировку сквозь облачность.
Вместе с Гилбертом Кингом (Gilbert W. King), Эдвином Хьюзом (Edwin L. Hughes) и Джорджем Брауном (George W. Brown) запатентовал систему хранения данных, сочетавшую в себе однократно записываемый оптический диск большой ёмкости и магнитный барабан малой ёмкости. Раз в месяц изменившиеся данные с магнитного барабана архивировались на оптическом диске.

## Патенты
- 2,473,175 Radio-Direction-Finding System
- 2,843,655 Subscription Television with Scrambled Transmission and Marquee and Barker
- 2,843,841 Information Storage System
- 2,875,269 Video Scrambling and Unscrambling System
- 2,918,522 Subscription Television Distribution System
- 2,972,008 Coding Methods and System

## Публикации
- Ridenour L. (ed): «Radar system engineering», MIT Radiation Laboratory Series, v. 1, McGraw-Hill Book Company, N.Y., 1947.
- Bulletin of the Atomic Scientists.